# Kościół św. Wojciecha Biskupa i Męczennika w Kunowie
Kościół św. Wojciecha Biskupa i Męczennika w Kunowie – katolicki kościół filialny zlokalizowany we wsi Kunowo w gminie Banie, w powiecie gryfińskim (województwo zachodniopomorskie). Należy do parafii Matki Bożej Wspomożenia Wiernych w Baniach.

## Historia i architektura
Kościół został zbudowany na przełomie XIV i XV wieku. Murowany z kamienia i cegły, jest orientowaną budowlą salową. Na przełomie XVIII i XIX wieku nad zachodnią częścią korpusu nawowego nadbudowano drewnianą wieżę, od strony wschodniej natomiast dobudowano wielobocznie zamknięte ceglane prezbiterium. Przy ścianie północnej znajduje się przybudówka, pełniąca funkcję zakrystii. Na wieży zawieszone są trzy dzwony.
Wnętrze kościoła nakrywa drewniany, belkowany strop. Nad wejściem znajduje się XIX-wieczna drewniana empora muzyczna. Zachowały się XIX-wieczne ławki oraz pozostałości neogotyckiego ołtarza i ambony. Obok kościoła znajduje się cmentarz, na którym pochowani są członkowie hrabiowskiej rodziny von Gossow.
Po II wojnie światowej kościół został poświęcony jako świątynia katolicka w dniu 28 kwietnia 1946 roku.